# تلاوة

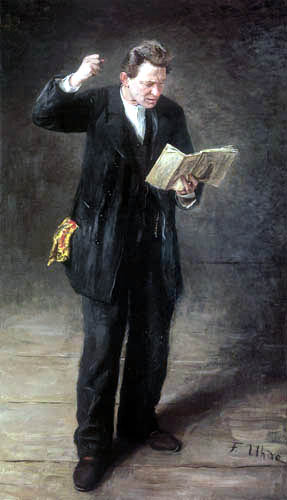

السرد أو التلاوة بمعنى عام هو فعل الرواية من الذاكرة، أو القراءة الرسمية لآية أو أي من الكتابات الأخرى أمام الجمهور.

## السرد الأكاديمي
في الأوساط الأكاديمية، السرد هو عرض يقدمه طالب لإثبات المعرفة بموضوع أو لتوفير تعليم للآخرين. في بعض المؤسسات الأكاديمية يستخدم المصطلح للعرض من قبل المدرس المساعد أو المدرب، بتوجيه من عضو هيئة التدريس العليا، التي تكمل المواد الدراسية. في السرد الذي يكمل المحاضرات، غالباً ما يستعرض القائد المحاضرة، ويقوم بتوسيع المفاهيم، وإجراء مناقشة مع الطلاب. 
في أبسط صوره، يقوم الطالب بسرد قصائد حرفية أو مقالات أخرى، إما للمعلم أو المعلم الخصوصي مباشرة، أو أمام فئة أو مجموعة من الطلاب المجتمعين.
في المستويات التي تنطوي على الرياضيات والهندسة، غالبا ما يستخدم السرد كوسيلة لأداء المشتقات أو حل مسائل مماثلة لتلك المخصصة للطلاب. 
غالباً ما تستخدم الفصول العلمية، مثل البيولوجيا والكيمياء والفيزياء، استخدام أقسام السرد لمساعدة الطلاب على توضيح الموضوع الذي لم يكن مفهوماً تماماً أو غير كافٍ معالجته في الوقت المحدود للمحاضرة. ويمكن إجراء أقسام هذا السرد من قبل أستاذ أو مساعد تدريس الطالب. توفر هذه الأقسام للطلاب فرصة لتلقي تعليمات إضافية حول موضوع مربك أو تلقي المساعدة الشخصية مع المشاكل أو الأسئلة المسندة كواجبات منزلية في قسم المحاضرات. قد تتطلب بعض الجامعات الحضور في أقسام الترجيع المقرر بانتظام بالإضافة إلى أي مختبرات مطلوبة. قد توفر التلاوات أيضا للطلاب فرص إضافية لتلقي الدرجات عن جزء المحاضرة من الدورة. بدلاً من الحضور الإلزامي والوقت الإضافي الذي يقضيه في الفصول الدراسية، وهذه الأقسام عادة لا تحسب في الاعتمادات الجامعية المطلوبة للتخرج، ولكن قد تزيد بشكل كبير من قدرة الطالب على فهم المفاهيم الهامة المطلوبة لاجتياز الدورة.

## التلاوة الدينية
تلاوات النصوص المقدسة هي جزء من العروض الثقافية لبعض الديانات. كما يلاحظ ديني، «هناك فهرس واسع من تلاوة القرآن باللغات العربية واللغات الأخرى من قبل علماء المسلمين». هذه التلاوات الدينية تتخذ أشكالاً في الصلاة،[بحاجة لمصدر] أو القداس، أو في الأداء العام.

## التلاوة فنًا تعبيريًا
تمارس التلاوة كفن تعبيري خاصة في بنغلاديش والهند. في الوقت الحاضر تعد من الفنون الشعبية في البنغال. يقرأ القراء القصائد البنغالية على المسرح والإعلام الإلكتروني. شامبو ميترا، وكازي سابياساتشي، وبراديب غوش، وبارثا غوش، وغوري غوش، وأوتبال كوندو هم قراء معروفين من ولاية البنغال الغربية. يساهم في هذا المجال على سبيل المثال لا الحصر: سمران سانيال، وبراتاتي بانديوبادهياي، وبيجويلاكشمي بورمان، وبيناكي تشاتوبادهياي. هناك العديد من هذه المنظمات خاصة بالتلاوة، ومعظمها يقع في بنغلاديش.
كان من الشائع في كثير من الأحيان للشاعر أن يلقي شعره الذي كتبه حديثا للجمهور. في أوائل القرن العشرين، أصبح السرد والتلاوة من أشكال الفن المستقل.